# 施瓦默
施瓦默是德国下萨克森州的一个市镇。总面积24.31平方公里，总人口2418人，其中男性1225人，女性1193人（2011年12月31日），人口密度99人/平方公里。